# کلرید تربیم (III)
کلرید تربیم(III) (به انگلیسی: Terbium(III) chloride) با فرمول شیمیایی TbCl۳ یک ترکیب شیمیایی است. که جرم مولی آن 265.2834 g/mol می‌باشد. شکل ظاهری این ترکیب، پودر سفید است.